# Alles oder Dich
Alles oder Dich ist das 27. Studioalbum des deutschen Schlagersängers Roland Kaiser, das am 15. März 2019 von RCA Deutschland veröffentlicht wurde.

## Hintergrund
Im Januar 2019 erschien die Single Stark, die Kaiser bei den Schlagerchampions erstmals vorstellte. Mitte März 2019 erschien dann mit Alles oder Dich das dazugehörige Album.

## Titelliste
1. Der Mann, den du verdienst
2. Alles oder dich
3. Stark
4. Kein Grund zu bleiben
5. Liebe kann uns retten
6. Kurios
7. Geniale Gefühle
8. 10 Millionen Kerzen
9. Unwiderstehlich
10. Rede und Antwort
11. Du bist alles, was zählt
12. Niemand (im Duett mit Barbara Schöneberger)
13. Alles noch da
14. Spätsommerwind
15. Niemand (Solo)
16. Stark (Silverjam Remix)
17. Stark (Max Maydania Remix)
18. Warum hast du nicht nein gesagt (Ballade) (im Duett mit Maite Kelly)

Super Deluxe Edition Bonustracks
1. 24/7 (Berlin)
2. Santa Maria – Version 2019 (im Duett mit Oliver Onions)
3. Klinget hell ihr Glocken (im Duett mit Maite Kelly)
4. Warum hast du nicht nein gesagt (Ballade) (im Duett mit Maite Kelly)
5. Kurios (Max Maydania & DiscoFuxx Remix)
6. Stark (Silverjam Remix)
7. Stark (Max Maydania Remix)

## Rezensionen
Dani Fromm, Musikkritiker von laut.de, vergab dem Album zwei von fünf möglichen Sternen. Er meinte, dass dieses neue Album „wieder einmal rein gar nichts Neues“ birge und dass von „den zwei, drei Balladen, einem Duett (mit Barbara Schöneberger statt Maite Kelly, diesmal) und dem wahrhaftig schauerlichen Billig-Synthie-Overkill ‚Unwiderstehlich‘, den Dieter Bohlen auch nicht liebloser zusammengeschmissen bekommen hätte, jedes Stück klänge wie das andere.“

## Chartplatzierungen
Alles oder Dich erreichte in Deutschland Position zwei der Albumcharts. In Österreich erreichte das Album ebenfalls Position zwei und in der Schweiz Position vier. In Deutschland erreichte Roland Kaiser hiermit zum 35. Mal die Albumcharts sowie zum neunten Mal in der Schweiz und zum achten Mal in Österreich. Es ist sein achter Top-10-Erfolg in Deutschland sowie sein fünfter in Österreich und nach Gefühle sind frei (1983) sein zweiter in der Schweiz, in der Schweiz erreichte er also erstmals nach 36 Jahren wieder die Top 10. In Österreich und der Schweiz erreichte Kaiser hiermit seine besten Chartnotierungen in den Albumcharts, in Österreich löste er damit Auf den Kopf gestellt (Höchstposition: 5, Jahr: 2016) und in der Schweiz Gefühle sind frei (Höchstposition: 10, Jahr: 1983) ab.
Darüber hinaus erreichte es in Deutschland die Chartspitze der wöchentlichen Schlagercharts sowie ebenfalls die Chartspitze der monatlichen Schlagercharts.
| ChartsChartplatzierungen | Höchstplatzierung | Wochen |
| ------------------------ | ----------------- | ------ |
| Deutschland (GfK)        | 2 (82 Wo.)        | 82     |
| Österreich (Ö3)          | 2 (28 Wo.)        | 28     |
| Schweiz (IFPI)           | 4 (16 Wo.)        | 16     |